# Маженціно
Маженціно (пол. Marzęcino) — село в Польщі, у гміні Новий Двур-Гданський Новодворського повіту Поморського воєводства.
Населення — 727 осіб (2011).
Маженціно це давнє рибальське поселення над Дівочим каналом, а сьогодні жителі села займаються переважно сільським господарством. Фасади будинків традиційно звернені до каналу.
У 1973-1976 роках село було центром однойменої гміни.
У 1975-1998 роках село належало до Ельблонзького воєводства.
В селі мешкали депортовані українці. Найбільш репрезентаційним в 1950-60-ті рр. в тодішньому Гданському воєводстві був український хор з Нового Двору Гданського закладений з ініціативи Євгена Бурачука – селянина з Маженціно і Олени Мацягновської 9 червня 1956 р. він вперше виступив на дожинках в Новому Дворі.

## Демографія
Демографічна структура станом на 31 березня 2011 року:
|          | Загалом | Допрацездатний вік | Працездатний вік | Постпрацездатний вік |
| -------- | ------- | ------------------ | ---------------- | -------------------- |
| Чоловіки | 342     | 86                 | 226              | 30                   |
| Жінки    | 385     | 101                | 214              | 70                   |
| Разом    | 727     | 187                | 440              | 100                  |